# Pedilus brunnea
Pedilus brunnea es una especie de coleóptero de la familia Pyrochroidae.

## Distribución geográfica
Habita en Estados Unidos.